# 鼻ストリップ

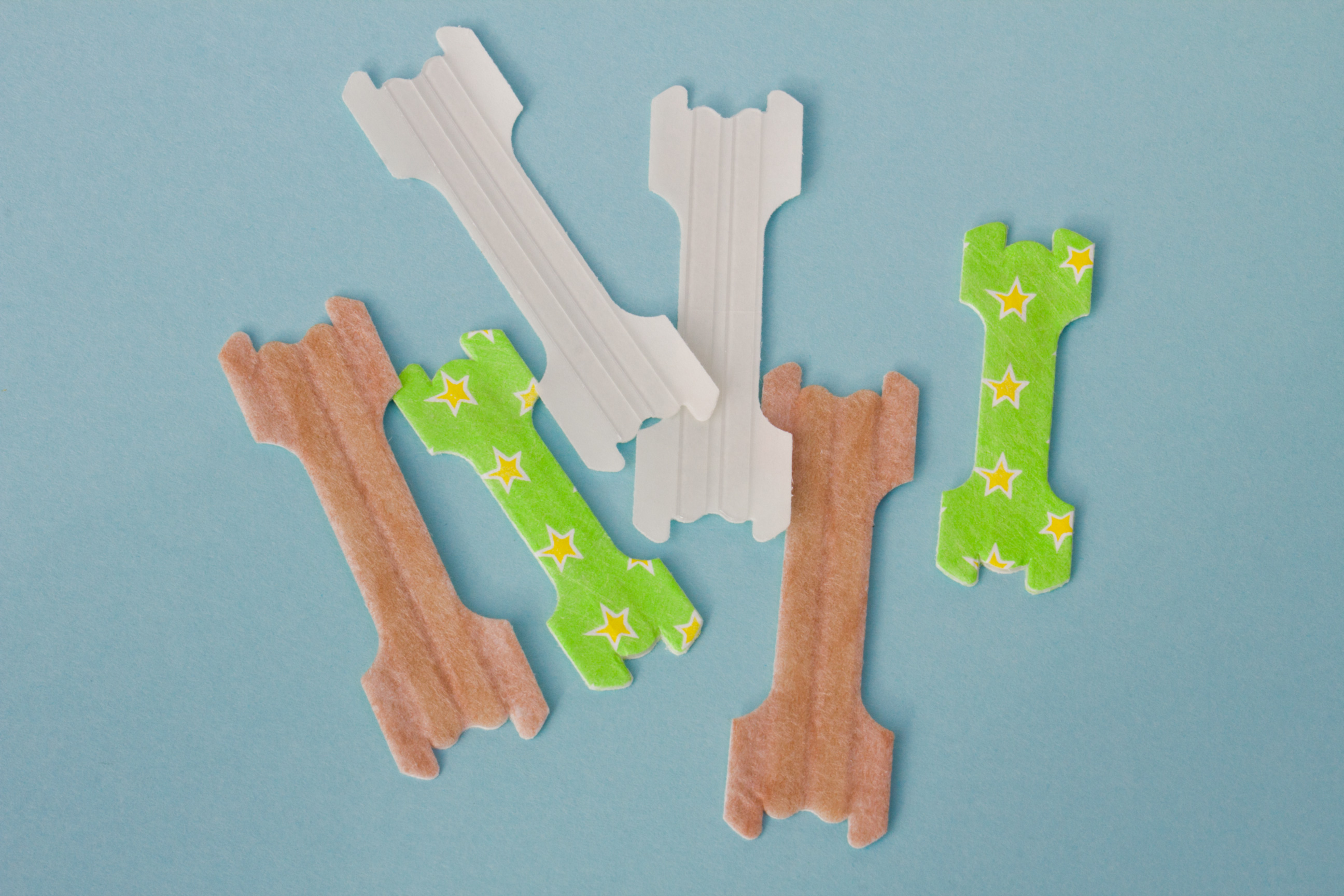
さまざまな色とサイズの人間用鼻ストリップ

鼻ストリップ（はなストリップ、ネーザルストリップとも、Nasal strip）は、鼻のブリッジに貼ることで鼻孔側面の気道の拡張に役立てられる、接着包帯の一種である。
これを使用すると呼吸をより容易にすると信じられており、そのため運動中の呼吸改善や、鬱血を減らす目的、またいびきを防ぐために使われている。しかし一方で、いくつかの研究結果ではこれにパフォーマンス向上の効果がないことを示してもいる。
人間への利用のみならず、同様の理由で競馬で使役されるウマにも使用される。これを使用することで気道抵抗を減らし、運動誘発性肺出血（EIPH）のリスクを下げ、疲労を減らし、運動後の回復を助けると考えられている。

## ヒトに対する使用

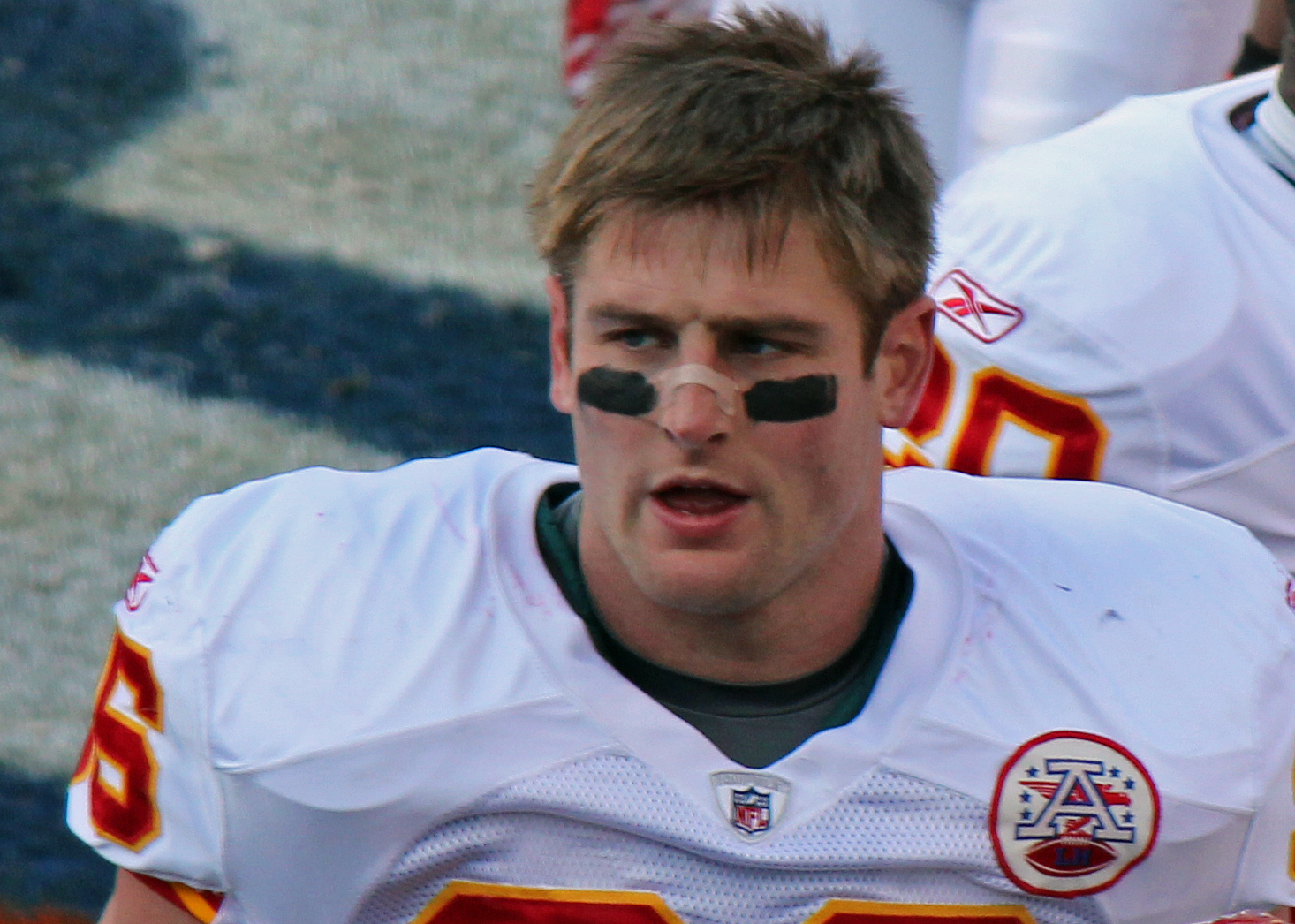
鼻ストリップを身に着けている、グリッドアイアンフットボールの選手

ヒトの場合、鼻弁は鼻孔の最も狭い部分であり、運動するときにこの領域は陰圧に晒されて小さくなる。鼻ストリップは鼻の皮膚に接着し、前鼻孔を開いたままにし、それが潰れるのを防ぐ効果がある。適切に適用されると、鼻腔のスペースを持ち上げて広げることができる。鼻ストリップは、薬物を使用せずに気道の流れを維持することができるものとして一般用医薬品として販売されている。また、接着剤による皮膚への刺激以外の副作用は報告されていない。
ある研究では、鼻ストリップが人間の鼻の前方3センチメートルの鼻腔容積を増やすのに有用であり、その目的のために点鼻薬の代わりになるかもしれないことを示しているが、一方で後部鼻孔の鬱血には特に役立たないともしている。
また、鼻ストリップはいびきの騒音を減らし、睡眠の質を改善することも証明されている。テストでストリップを着用した被験者は、ストリップが呼吸を促進するのに役立つと信じられている。特にマウスピースなどを着用する必要があるなどで、口よりも鼻孔からより多くの呼吸を必要とするアスリートが特に関心を寄せている。研究報告ではこれが必ずしも運動能力が向上することを実証していないが、それらの着用者は運動中の呼吸困難、または息切れがはるかに少ないという。

## ウマに対する使用

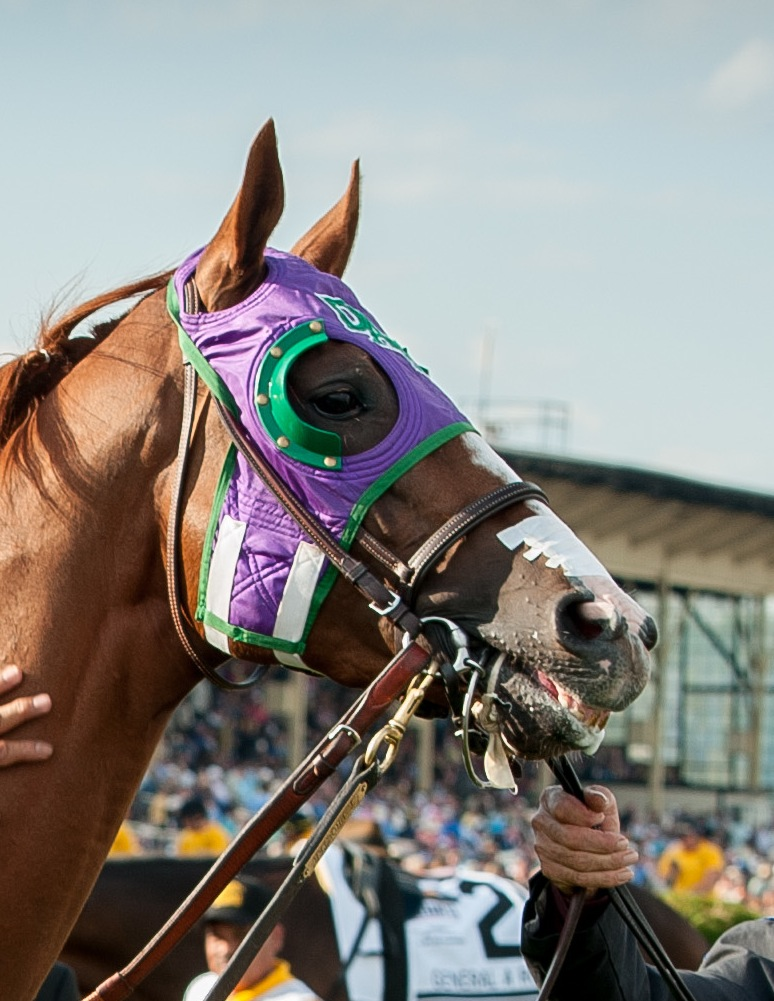
カリフォルニアクロームが着用した馬用の鼻ストリップ

馬は口から呼吸することができず、鼻孔からしか呼吸できないため、鼻ストリップの着用は顕著に役立つと考えらている。馬の身体構造は人間と同様に、身体運動によって生じる陰圧によって鼻弁が崩壊するため、鼻ストリップはこれを防ぐのに役立てられる。鼻ストリップ着用にはパフォーマンスの向上させるよりも、運動誘発性肺出血（EIPH）を防ぐことを主目的として使われる。
馬用の鼻ストリップは1990年代にジェームズ・チャペタとエドワード・ブラックの2人の獣医によって開発されたものである。彼らはトレッドミルで馬を観察し、運動中、ウマの鼻腔も人間同様に狭くなっているのを確認し、これの開発に取り掛かった。1997年に2人は人間用鼻ストリップのブランド「ブリーズライト」を製造した会社であるCNSとのライセンス契約を締結した。馬用の鼻ストリップは、1999年のブリーダーズカップと2000年夏季オリンピックで最初に公に使用された。その後2001年に2人はCNSと別れ、独自の会社であるFlairを設立している。
ネーザルストリップを着用して競走に臨んでいた馬で有名なものに、アメリカ合衆国の二冠馬カリフォルニアクロームがいる。2014年に同馬が来日することが検討されていたが、日本においては日本中央競馬会が2000年2月23日に「ネーザルストリップ（鼻ストリップ）の使用禁止」を発表しており、来日交渉の折にも日本中央競馬会がネーザルストリップの着用を許可しなかったために破談となっていた。